# Dokle dišem bit ću tvoj
Dokle dišem bit ću tvoj je drugi po redu album hrvatskog glazbenika Branka Medaka. Izdan je u nakladi diskografske kuće Croatia Records 2023. godine. 
Album je objavljen 4. kolovoza 2023., a na njemu su dvije skladbe otpjevane s Tedijem Spalatom te Draženom Zečićem.

## Popis pjesama
1. „Dokle dišem bit ću tvoj” – (4:14)
2. „Jutro jutra mog” s Tedijem Spalatom – (3:45)
3. „Za koga si šila dotu” – (4:01)
4. „Zbogom” s Draženom Zečićem – (3:48)
5. „Daj mi noćas more ti” – (4:04)
6. „Pismo moja” s Dujom Stanišićem – (4:01)
7. „Tebi pripadam” – (4:07)
8. „Mir u srcu” s kvartetom 4 Voices – (2:41)
9. „Sve na svitu” – (3:37)
10. „Cvijet u duši” – (2:59)